# Geranium wallichianum
Geranium wallichianum là một loài thực vật có hoa trong họ Mỏ hạc. Loài này được D.Don ex Sweet mô tả khoa học đầu tiên năm 1821.

## Hình ảnh

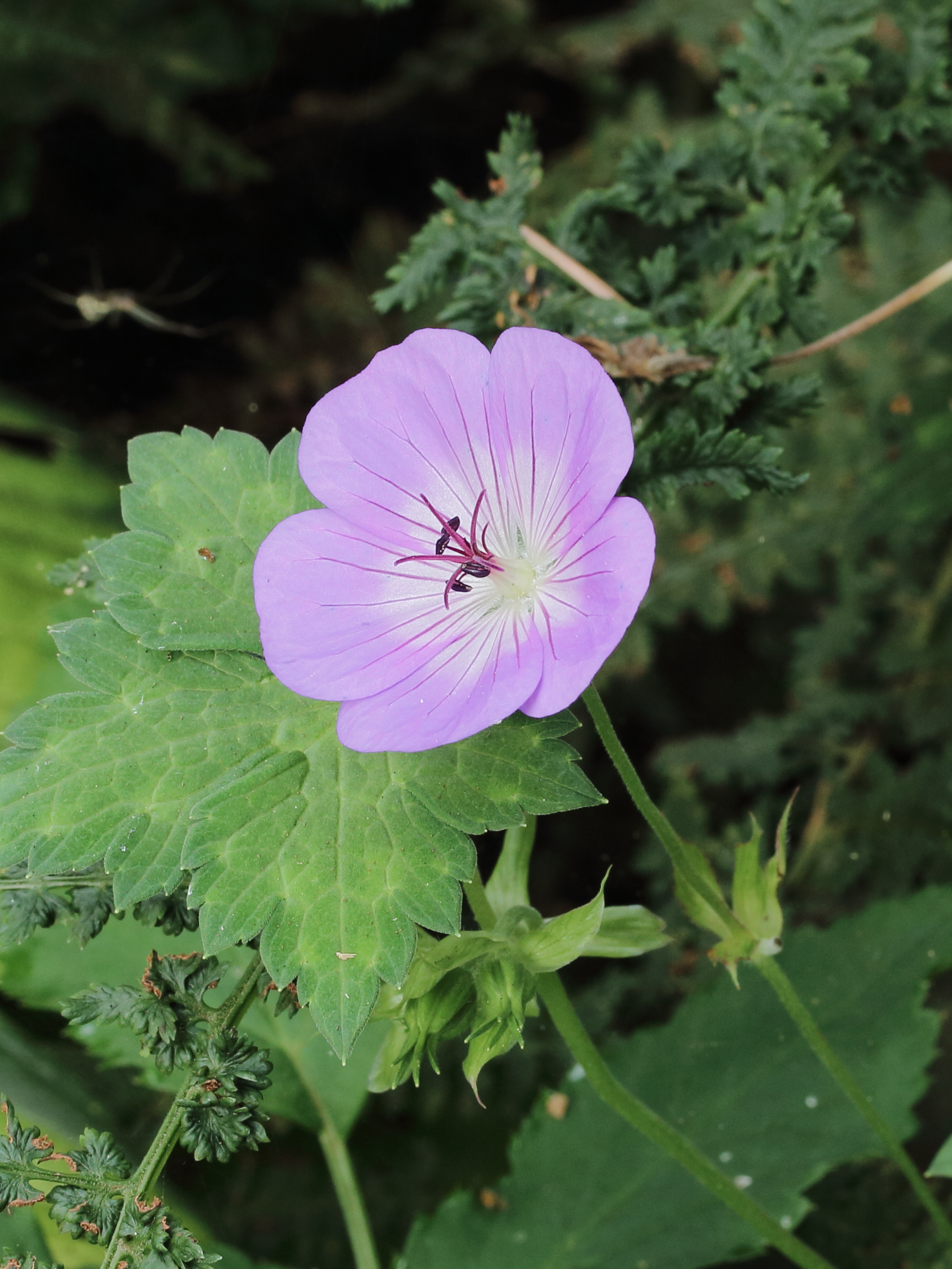
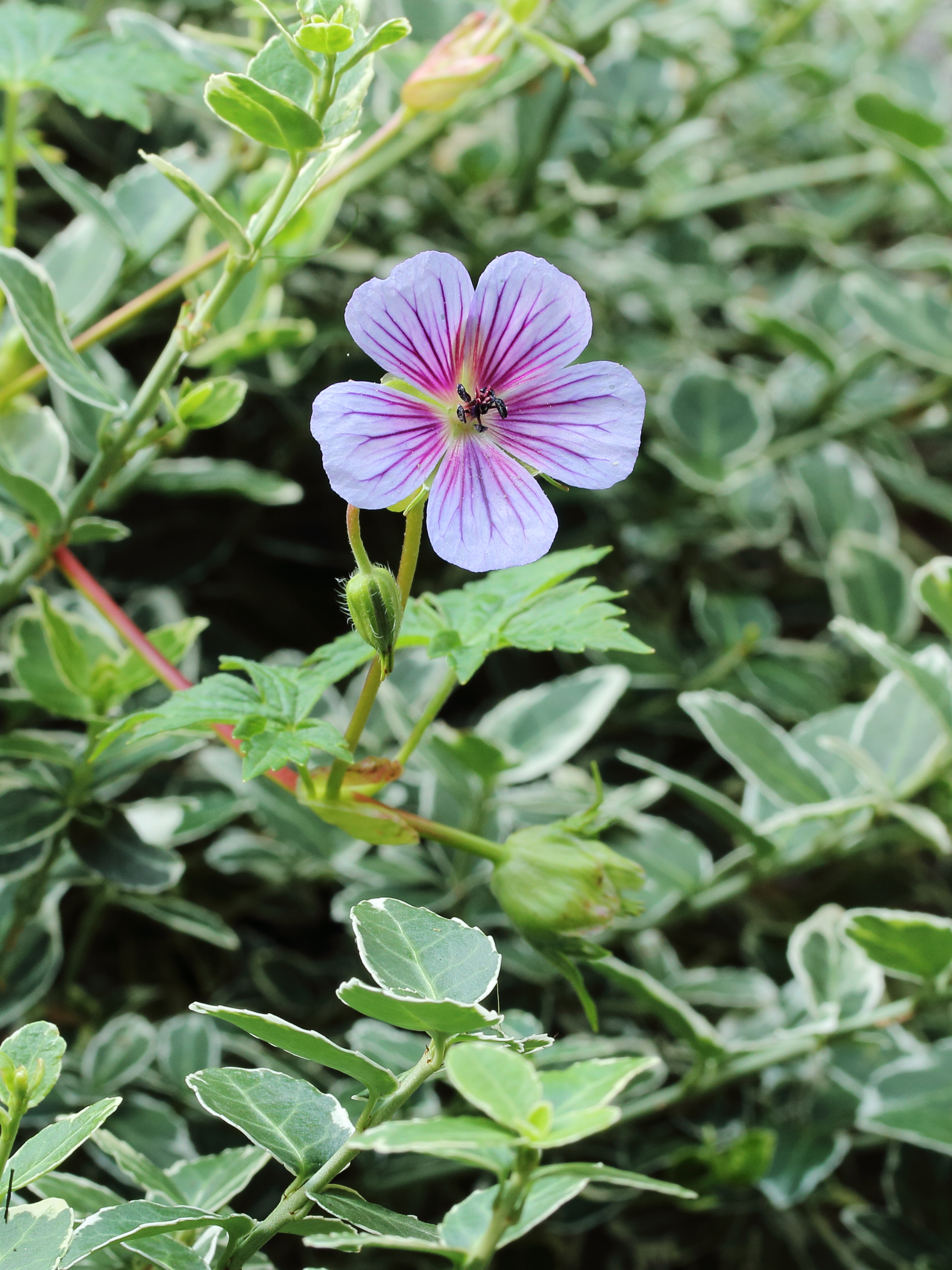
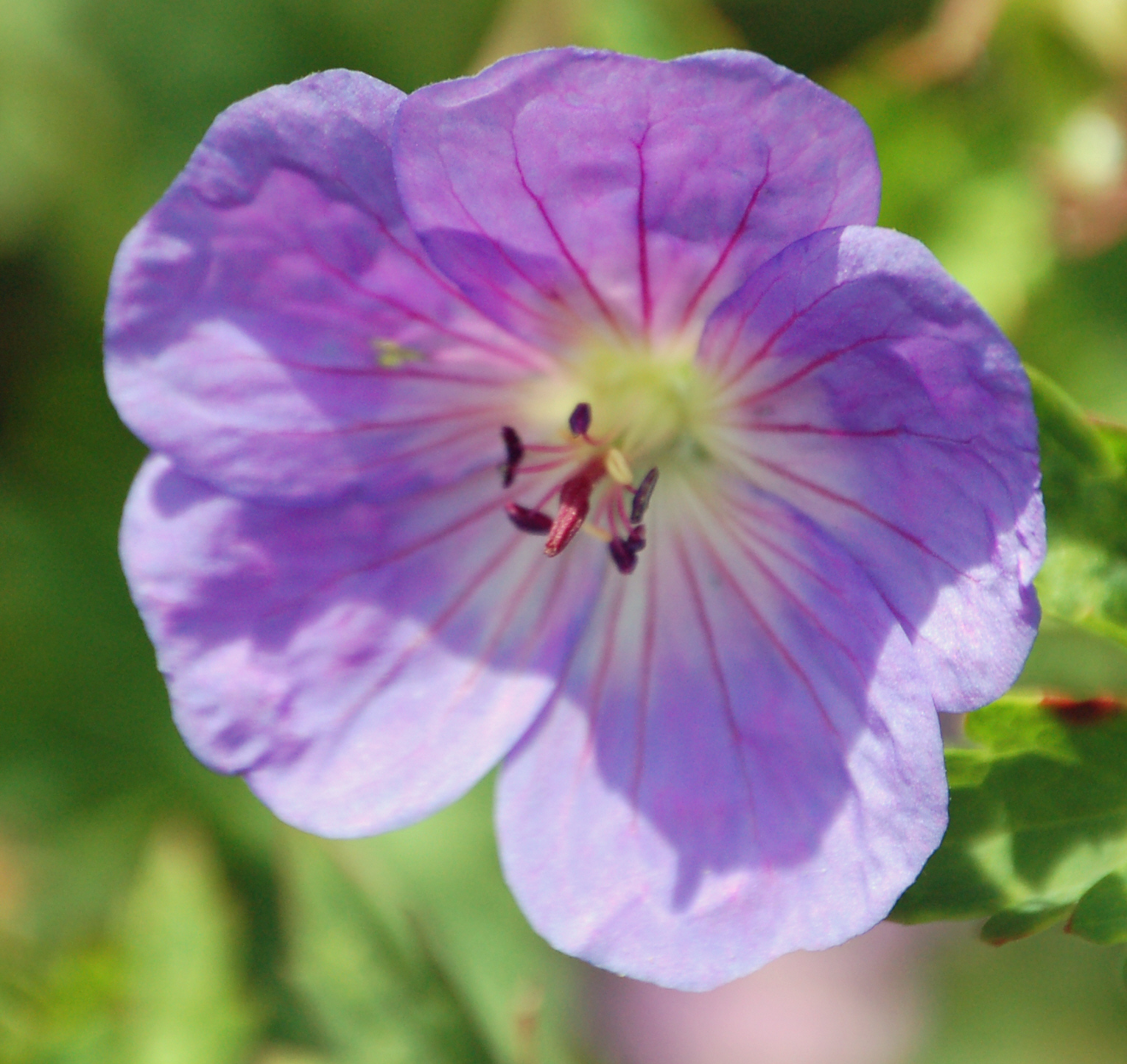
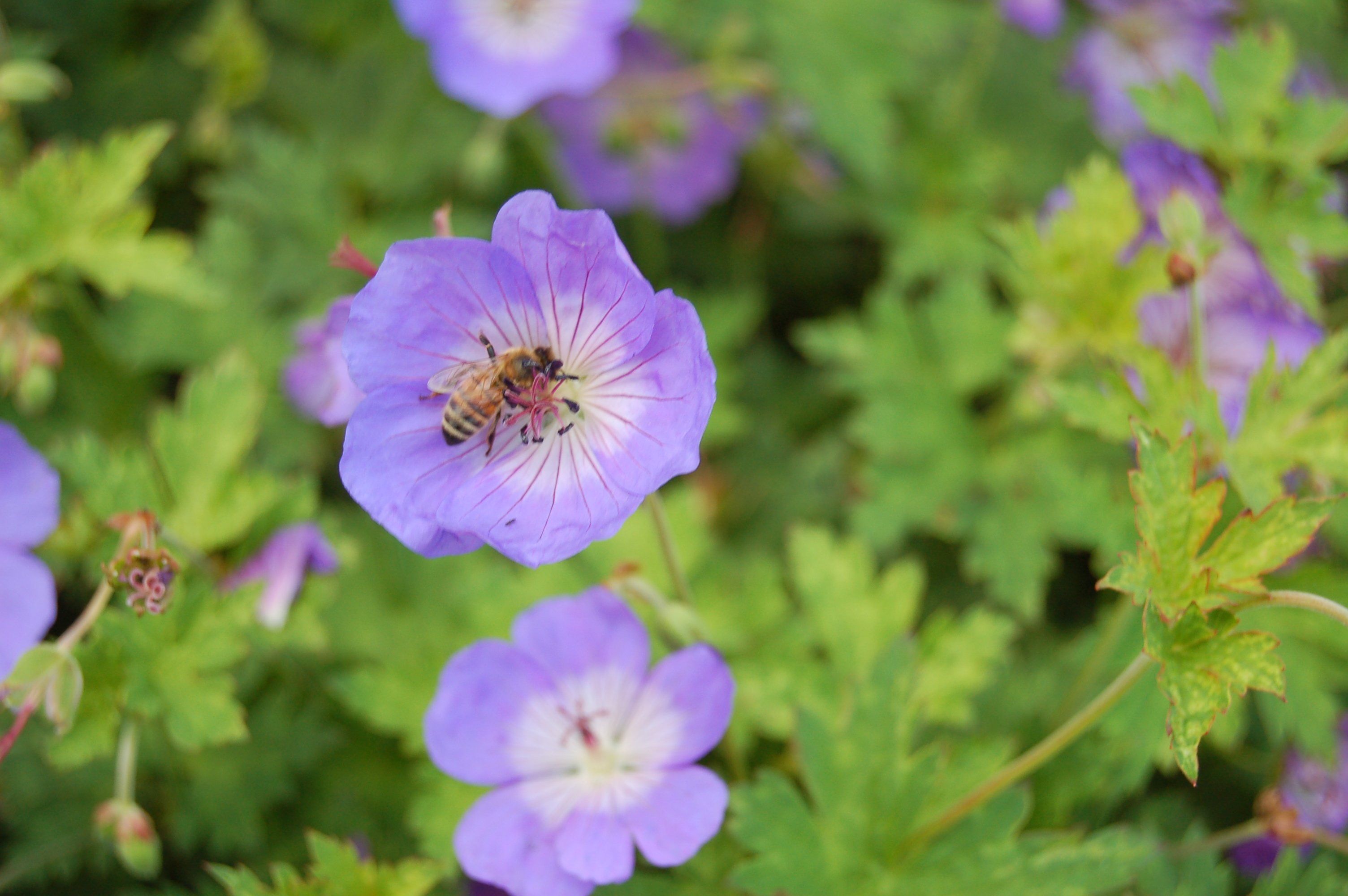